# Rombach-le-Franc
Rombach-le-Franc (deutsch Deutsch-Rumbach) ist eine Gemeinde im Département Haut-Rhin in der Region Grand Est (bis 2015 Elsass) in Frankreich. Sie ist Mitglied des Gemeindeverbandes Val d’Argent und hat 785 Einwohner (Stand 1. Januar 2022).

## Geografie
Rombach-le-Franc ist die nördlichste Gemeinde des Departements Haut-Rhin. Sie liegt in einem Seitental der Lièpvrette (Leber), etwa 15 Kilometer westlich von Sélestat (Schlettstadt). Das Gemeindegebiet gehört zum Regionalen Naturpark Ballons des Vosges. 

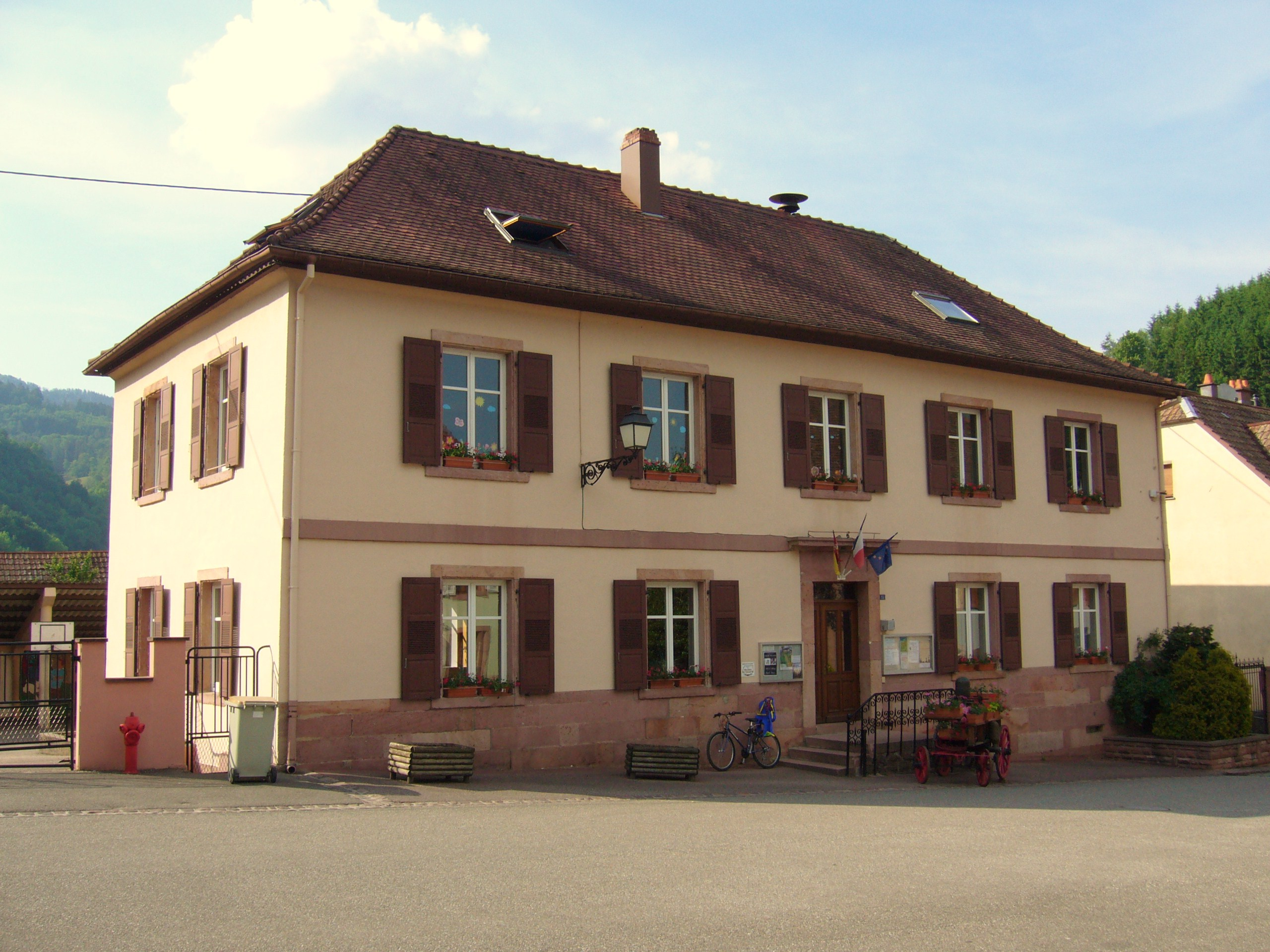
Mairie Rombach-le-Franc

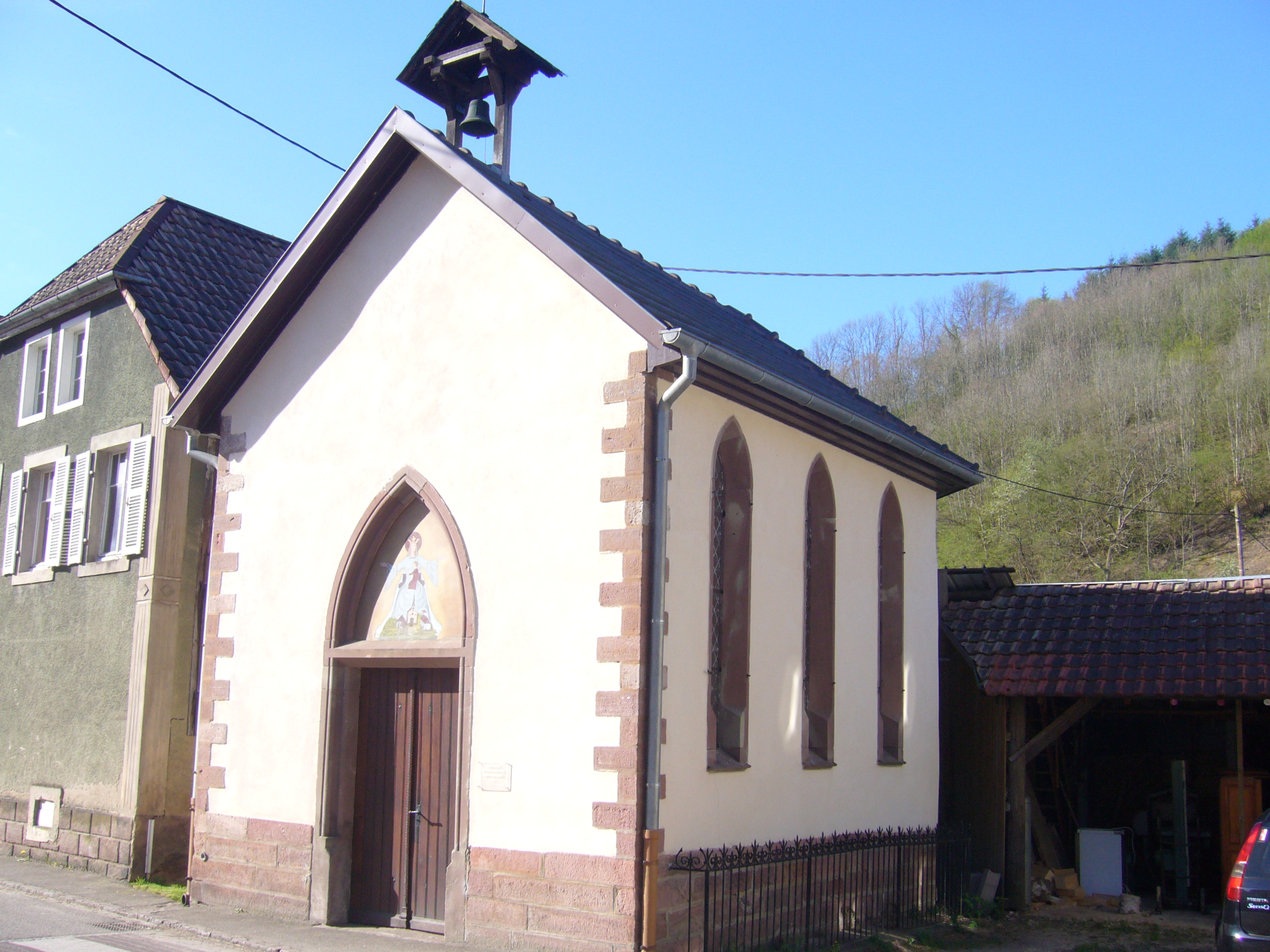
Chapelle Notre Dame du Bon Secours

## Bevölkerungsentwicklung
| Jahr      | 1962 | 1968 | 1975 | 1982 | 1990 | 1999 | 2007 | 2017 |
| Einwohner | 1041 | 870  | 765  | 720  | 764  | 820  | 905  | 780  |